# Черен гриф
Черните грифове (Coragyps atratus) са вид едри птици от семейство Американски лешояди (Cathartidae), единствен представител на род Coragyps.
Разпространени са в тропичните и субтропични области на Америка, обикновено в равнините, като предпочитат открити пространства с разпръснати в тях горички и храсталаци. Достигат 56 – 74 сантиметра дължина на тялото, 133 – 167 сантиметра размах на крилете и маса 1,2 до 3 килограма. Хранят се главно с мърша.